# Callejas (Santa Cruz)
Callejas (auch: Zona Callejas) ist eine Ortschaft im Departamento Santa Cruz im Tiefland des südamerikanischen Anden-Staates Bolivien.

## Lage im Nahraum
Callejas ist eine Ortschaft im Kanton Cotoca im Municipio Cotoca in der Provinz Andrés Ibáñez, und die Gemeinde liegt in einer Höhe von 384 m direkt östlich der Stadtgrenze von Santa Cruz, Hauptstadt des Departamentos, und sechs Kilometer westlich von Cotoca.

## Geographie
Callejas liegt im bolivianischen Tiefland östlich der Anden-Gebirgskette der Cordillera Central. Die Region weist ein tropisches Klima mit ausgeglichenem Temperaturverlauf auf.
Die Jahresdurchschnittstemperatur der Region liegt bei 24 °C, die Monatsdurchschnittswerte schwanken nur unwesentlich zwischen 20 °C im Juli und 26 °C im Dezember (siehe Klimadiagramm Santa Cruz). Der Jahresniederschlag beträgt etwa 1000 mm, die Monatsniederschläge liegen zwischen unter 50 mm in den Monaten Juli und August und über 150 mm im Januar.

## Verkehrsnetz
Callejas liegt an der Nationalstraße Ruta 4, die Bolivien von Westen nach Osten durchquert, von Tambo Quemado an der chilenischen Grenze über Cochabamba und Santa Cruz bis nach Puerto Suárez an der brasilianischen Grenze.
Von Santa Cruz erreicht die Nationalstraße zuerst nach vierzehn Kilometern Callejas, führt dann weiter in östlicher Richtung nach Cotoca und überquert nach weiteren 25 Kilometern bei Puerto Pailas den Rio Grande. Von dort bis zur brasilianischen Grenze sind es 758 Kilometer.

## Bevölkerung
Die Einwohnerzahl des Ortes ist in den vergangenen Jahrzehnten auf mehr als das Zehnfache angestiegen:
| Jahr | Einwohner         | Quelle       |
| ---- | ----------------- | ------------ |
| 1992 | 509               | Volkszählung |
| 2001 | 716               | Volkszählung |
| 2012 | keine Detaildaten | Volkszählung |
| 2024 |                   | Volkszählung |

Die Region weist einen gewissen Anteil an Quechua-Bevölkerung auf, im Municipio Cotoca sprechen 17,8 Prozent der Bevölkerung Quechua.